# Зрнасти снег
Зрнасти снег је врста високе падавине која се јавља у зимском периоду године. Састоји се од белих, непровидних зрна, мањих од једног милиметра. Најчешће су пљосната или издужена и представљају ледене иглице или снежне кристале пресвучене слојем налик ињу. Обично падају разређено и не одскачу при контакту са подлогом, за разлику од града. 